# Chimica con le microonde
La chimica con le microonde è quella parte della chimica che si interessa dell'applicazione delle microonde alle reazioni chimiche. Le microonde agiscono come campi elettrici ad alta frequenza e producono un riscaldamento in materiali che contengono cariche elettriche mobili, come le molecole di un solvente polare o gli ioni in un solido conduttore. I solventi polari si riscaldano perché il campo elettrico obbliga le molecole costituenti a ruotare e l'energia assorbita viene successivamente persa in collisioni. Materiali conduttori e semiconduttori si scaldano quando gli ioni o gli elettroni costituenti formano una corrente elettrica e l'energia viene persa a causa della resistenza elettrica del materiale. L'uso di apparecchiature a microonde iniziò a diffondersi nei laboratori chimici nel 1986, anche se l'uso del riscaldamento a microonde per sistemi chimici si può far risalire agli anni cinquanta. La chimica con le microonde si può applicare alla chimica organica, alla chimica inorganica e alla sintesi di nanomateriali.

## Riscaldamento del campione
I metodi tradizionali di riscaldamento utilizzano un forno o un bagno ad olio, che scaldano le pareti del recipiente di reazione per convezione o per conduzione. La parte centrale del campione impiega molto tempo a riscaldarsi fino alla temperatura voluta, come succede quando si vuole scaldare un blocco di mattoni.
Il riscaldamento con le microonde permette di riscaldare il solo campione senza scaldare tutto il forno o il bagno d'olio, risparmiando tempo ed energia. In teoria campioni sufficientemente piccoli possono essere riscaldati uniformemente in tutto il loro volume, anziché dalla superficie verso l'interno. Tuttavia il campo all'interno della maggior parte dei forni a microonde non è uniforme per problemi di progettazione, e anche l'assorbimento da parte del campione da riscaldare può essere non uniforme. Per questi motivi si possono generare punti superriscaldati.
Composti differenti vengono riscaldati diversamente dalla radiazione a microonde, e quindi alcune parti dell'oggetto posto all'interno del forno a microonde si riscaldano più velocemente o più lentamente di altre. In particolare recipienti di reazione di vetro si scaldano di meno, dato che il vetro è trasparente alle microonde.
L'uso di recipienti sigillati permette di riscaldare molto velocemente miscele di reazione a temperature superiori a quella del punto di ebollizione del solvente in condizioni normali.

## Solventi e materiali utilizzabili
In generale la capacità di un materiale di assorbire microonde di una certa lunghezza d'onda trasformandone l'energia in calore dipende dalle caratteristiche dielettriche intrinseche del materiale, in particolare da un parametro detto tangente di perdita. Da un punto di vista pratico, i solventi non polari non sono riscaldati dalle microonde, mentre i solventi polari sono riscaldati, con una velocità di riscaldamento che dipende dal valore della loro tangente di perdita.
I forni a microonde di tipo domestico utilizzano microonde con frequenza di 2,45 GHz, adatta per il riscaldamento di acqua, soluzioni acquose, o altri composti chimici contenenti gruppi funzionali che possano fare legami a idrogeno. Per riscaldare con le microonde altre sostanze sono necessari forni differenti che possano produrre microonde di diversa lunghezza d'onda.

## Effetti termici e non termici delle microonde
A partire dalla prima pubblicazione apparsa nel 1986 si è sviluppato un dibattito su quale sia l'effetto delle microonde che provoca una accelerazione delle reazioni chimiche.
Fu proposto di suddividere gli effetti in due categorie:
- Effetti termici delle microonde, dovuti semplicemente all'innalzamento di temperatura provocato dall'irradiazione con microonde. Su questo tipo di effetti c'è il consenso di tutta la comunità scientifica.
- Effetti non termici, o specifici delle microonde, dovuti ad altri tipi di interazione diretta tra le microonde e il sistema di reazione. Su questo tipo di effetti ci sono state continue controversie e diversi ricercatori ne hanno dato definizioni e spiegazioni differenti.[4][6][13]

Una monografia del 2013 ha riesaminato vari casi arrivando alla conclusione che, perlomeno nell'ambito delle reazioni organiche in fase liquida, gli effetti non termici non esistono.